# دهستان کتیج
دهستان کتیج، یکی از دهستان‌های بخش کتیج شهرستان فنوج در استان سیستان و بلوچستان ایران است. مرکز این دهستان، شهر کتیج است.

## جمعیت
بر پایه سرشماری عمومی نفوس و مسکن در سال ۱۳۹۵، جمعیت دهستان کتیج برابر با ۴٬۲۵۵ نفر بوده‌است.